# Relaciones Estados Unidos-Singapur
Las relaciones Estados Unidos-Singapur son las relaciones diplomáticas entre Estados Unidos y Singapur. Singapur y los Estados Unidos comparten una relación muy estrecha y excelente.
De acuerdo con el Informe de Liderazgo Global de los EE. UU., el 77% de los singapurenses aprobó el liderazgo de los EE. UU. bajo la Administración de Obama en 2010, y aunque este índice de aprobación disminuyó ligeramente al 75% en 2011, sigue siendo uno de las calificaciones más altas de los Estados Unidos para cualquier país encuestado en la región Asia-Pacífico.

## Historia
Los Estados Unidos abrieron por primera vez un consulado en Singapur en 1836, cuando la isla era parte de los asentamientos del estrecho del Imperio británico. Singapur y los Estados Unidos han mantenido relaciones diplomáticas formales desde la independencia de Singapur en 1965. Los esfuerzos de Singapur para mantener el crecimiento económico y la estabilidad política y su apoyo a la cooperación regional se armonizan con la política de los Estados Unidos en la región y forman una base sólida para las relaciones amistosas entre los dos países.

### Asunto de Hendrickson
"Las investigaciones sobre los conspiradores marxistas llevaron a un descubrimiento inesperado. Un diplomático estadounidense estacionado aquí, Hank Hendrickson, había estado interfiriendo en la política de Singapur... Tales operaciones clandestinas extranjeras son parte integral del "Gran Juego" entre países, incluso de los amistosos ... Estos episodios nos enseñaron que era igual de Es importante vigilar a nuestros amigos como lo hacemos con nuestros enemigos."
E. Mason "Hank" Hendrickson (nacido en 1945), un diplomático estadounidense casado con un oficial del Servicio Exterior Anne E. Derse, se desempeñaba como Primer Secretario de la Embajada de los Estados Unidos cuando fue expulsado por el gobierno de Singapur en mayo de 1988. Antes de su expulsión, hizo los arreglos para que Francis Seow y Patrick Seong viajaran a Washington D.C. para reunirse con los funcionarios estadounidenses en el arreglo de Hendrickson. Después de su regreso, Singapur los detuvo bajo la Ley de Seguridad Interna (Singapur). Basado en las declaraciones de Seow y Seong mientras estaba bajo custodia, el gobierno de Singapur alegó que Hendrickson intentó interferir en los asuntos internos de Singapur cultivando figuras de la oposición en una "conspiración marxista". El entonces primer vice primer ministro Goh Chok Tong afirmó que la presunta conspiración de Hendrickson podría haber resultado en la elección de 20 o 30 políticos opositores al Parlamento, lo que en sus palabras podría llevar a efectos "horrendos", posiblemente incluso a la parálisis Caída del gobierno de Singapur.
A raíz de la expulsión de Hendrickson, el Departamento de Estado de los Estados Unidos elogió su desempeño en Singapur y negó cualquier inconveniencia en sus acciones. El Departamento de Estado también expulsó a Robert Chua, un diplomático de alto nivel de igual rango que Mason, de Washington D. C. en respuesta. La negativa del Departamento de Estado a reprender a Hendrickson, junto con su expulsión del diplomático de Singapur, provocó una protesta en Singapur por parte del Congreso Nacional de Sindicatos; conducían autobuses alrededor de la embajada de los Estados Unidos, realizaron una manifestación a la que asistieron cuatro mil trabajadores y emitieron una declaración en la que se ridiculizaba a los Estados Unidos como "astuto, arrogante y poco confiable".
Un documento Heritage Foundation especuló que la reacción enojada del público de Singapur al caso Hendrickson pudo haber sido una respuesta a la terminación en enero de 1988 de la elegibilidad de Singapur para el Sistema Generalizado de Preferencias, que otorgaba exenciones arancelarias a las exportaciones de Singapur a los Estados Unidos.

### 2018 Cumbre de Corea del Norte-EE. UU.
La última reunión se llevó a cabo el 11 de junio de 2018 entre el Primer Ministro Lee Hsien Loong y el presidente Donald Trump en Istana antes de reunirse con Kim Jong Un al día siguiente.

## Campos de relaciones
Durante la Cumbre de la ASEAN de 2015, cuando el presidente de Estados Unidos Barack Obama se reunió con el primer ministro de Singapur Lee Hsien Loong, Obama describió el estado de las relaciones bilaterales como "muy, muy fuerte".

### Acuerdo de libre comercio

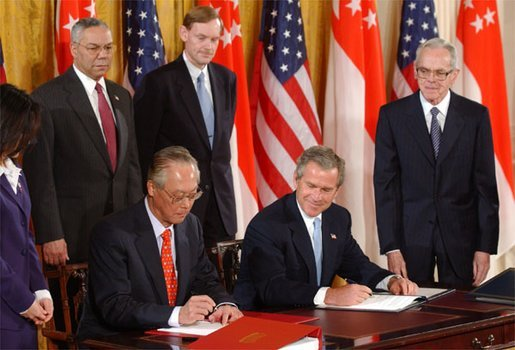
Goh Chok Tong y George W. Bush firmando el acuerdo de libre comercio en 2003

Los Estados Unidos y Singapur firmaron un acuerdo bilateral de libre comercio el 6 de mayo de 2003; el acuerdo entró en vigor el 1 de enero de 2004. El crecimiento de la inversión de los Estados Unidos en Singapur y la gran cantidad de estadounidenses que viven allí aumentan las oportunidades de contacto entre Singapur y los Estados Unidos. Singapur es un país Programa de exención de visa.

### Relaciones Militares

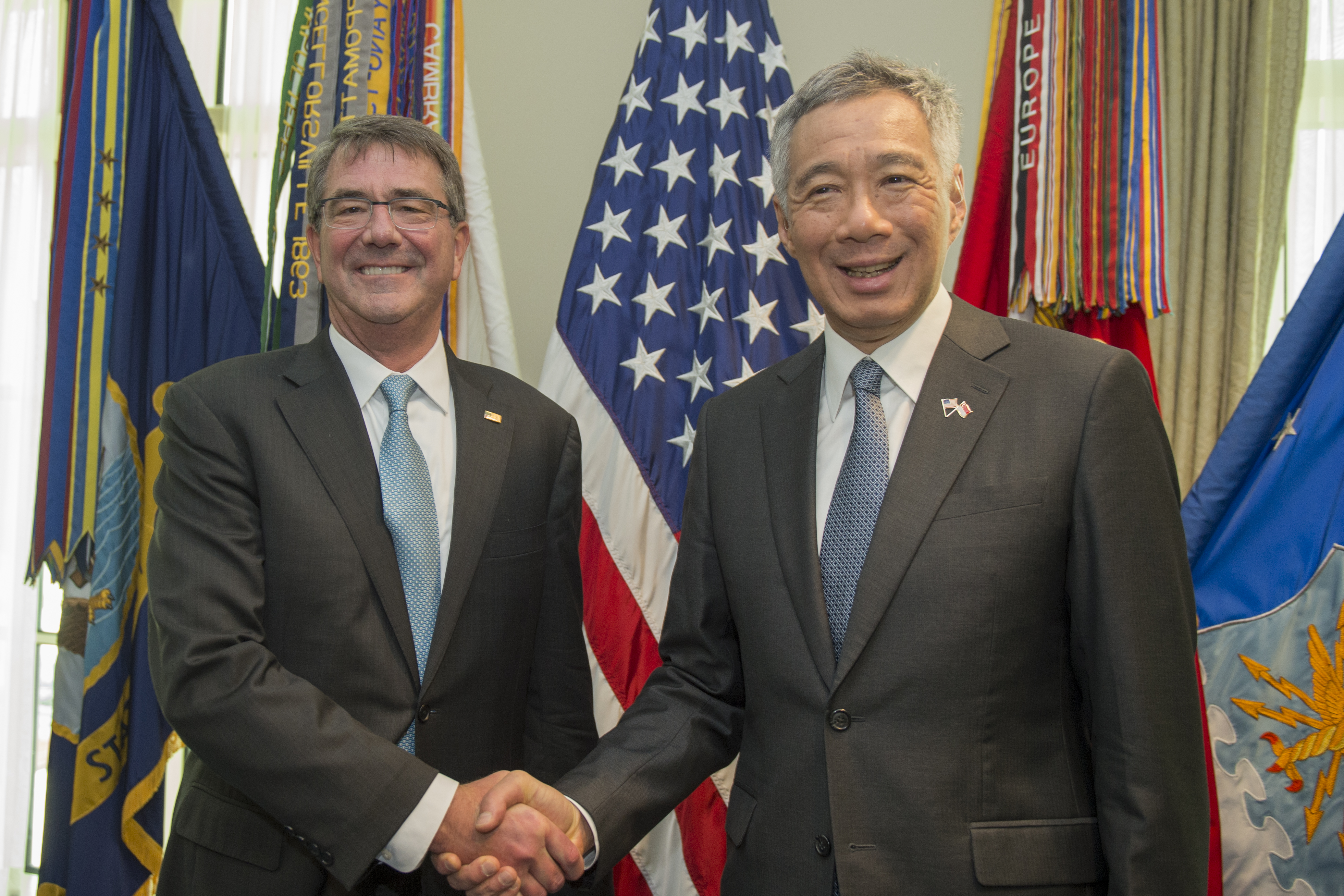
El primer ministro Lee Hsien Loong con el secretario de Defensa Ash Carter, 2016

Singapur tiene relaciones militares desde hace mucho tiempo con los Estados Unidos. Estados Unidos vende armas a Singapur y proporciona acceso a sus bases para entrenar a los servicios armados de Singapur fuera de su pequeña ciudad-estado. En virtud del Acuerdo Marco Estratégico de los EE. UU. y Singapur, algunos buques de combate litoral de la Armada de los EE. UU. están desplegados de forma rotativa en la Base Naval de Changi de Singapur. El Air Force One también aterriza en Paya Lebar Air Base cuando el presidente visita el país.

#### Operaciones de alivio
Tras la devastación de la costa del Golfo de los Estados Unidos por el Huracán Katrina, tres helicópteros Chinook CH-47 de Singapur y treinta y ocho miembros del personal de la RSAF de un destacamento de entrenamiento con sede en [Grand Prairie, Texas], asistieron en operaciones de socorro desde 1 de septiembre. Transportaron a unos 700 evacuados y transportaron toneladas de suministros en 39 incursiones el 4 de septiembre. Se envió otro helicóptero Chinook CH-47 para ayudar en los esfuerzos de socorro.

### Intercambios académicos
En 2011, más de 4,300 singapurenses estudiaban en los Estados Unidos, la cifra más alta en 10 años. El número de estudiantes singapurenses que estudian en los Estados Unidos creció un 7 por ciento desde 2010. Las universidades estadounidenses con el mayor número de singapurenses se encuentran entre las más prestigiosas del país, que incluye Universidad de Harvard, Universidad de Cornell, Universidad de Stanford, y Universidad de California en Berkeley. Para aumentar el número creciente de estudiantes universitarios que estudian en los Estados Unidos, muchos estudiantes locales en Singapur también han optado por estudiar en las escuelas secundarias estadounidenses. El embajador de Estados Unidos en Singapur, David Adelman, dijo que la gran cantidad de habitantes de Singapur que estudian en los Estados Unidos refleja que las relaciones Singapur-Estados Unidos "nunca han sido mejores".
En 2012, Singapur y los Estados Unidos firmaron un Memorándum de entendimiento (MDE) para mejorar la colaboración en educación entre los dos países. Este es el segundo memorando de entendimiento entre los Estados Unidos y Singapur sobre educación. El primer memorando de entendimiento firmado en 2002 se centró principalmente en la enseñanza y el aprendizaje del método singapurense de Matemáticas y Ciencia. El MdE de 2012 ha mejorado la enseñanza de Matemáticas y Ciencias, el desarrollo docente y el liderazgo escolar, y la investigación educativa y los estudios de evaluación comparativa.
Además, la conferencia también anunció que el Instituto Nacional de Educación (NIE) en Singapur y Teachers College, Universidad de Columbia están lanzando una Maestría de Artes en Liderazgo y Cambio Educativo. Este programa conjunto de máster acogerá hasta 30 estudiantes a partir de enero de 2013.
El gobierno de los Estados Unidos patrocina visitantes de Singapur cada año en el marco del Programa de Liderazgo para Visitantes Internacionales (IVLP). El gobierno de los EE. UU. proporciona el Premio Fulbright para permitir que profesores estadounidenses seleccionados enseñen o realicen investigaciones en la Universidad Nacional de Singapur y en el Instituto de Estudios del Sudeste Asiático. Otorga becas a estudiantes singapurenses destacados para estudios de posgrado en universidades americanas y a estudiantes estadounidenses para estudiar en Singapur. El gobierno de los Estados Unidos también patrocina presentaciones culturales ocasionales en Singapur. El East-West Center y organizaciones privadas estadounidenses, como la Asia Foundation y la Fundación Ford, también patrocinan intercambios que involucran a los habitantes de Singapur.

## Representación diplomática
Además de la Embajada de Singapur en Washington DC, Singapur tiene un Consulado General en San Francisco, un Consulado en Nueva York (también como servicios consulares regionales para el este de Canadá después del cierre del Consulado en Toronto) y Consulado Honorario en Chicago, Miami y Houston. El embajador de Singapur en los Estados Unidos es Ashok Mirpuri. Exembajador de Estados Unidos en Singapur. Steven J. Green es el cónsul honorario en Miami, mientras que el expresidente de la Comisión Federal de Comunicaciones, Newton N. Minow es el cónsul honorario en Chicago.
Los Estados Unidos abrieron por primera vez un consulado en Singapur, luego parte de las Colonias del Estrecho británicas, en 1836, nombrando a Joseph Balestier para el puesto de cónsul. La embajada estadounidense en Singapur se estableció el 4 de abril de 1966, bajo el cargo de "encargado de negocios interino" Richard H. Donald. Kirk Wagar se desempeñó como Embajador de los Estados Unidos en Singapur desde septiembre de 2013 hasta enero de 2017. Consejero Adjunto de Seguridad Nacional de los Estados Unidos K. T. McFarland presuntamente se ofreció el embajador en Singapur; El puesto requiere confirmación por parte del Senado de los Estados Unidos.